# نهر فيرق
نهر فيرق (بالملايوية: Sungai Perak)‏؛ سوڠاي ڤيرق) هو ثاني أطول نهر في شبه جزيرة ماليزيا بعد نهر فهغ في فهغ بماليزيا. يقع عدد من البلدات على ضفاف النهر بما في ذلك مدينة كوالا كنغسار الملكية. كانت معظم المستوطنات في ما يعرف اليوم فيرق تقع بالقرب من النهر حتى القرن التاسع عشر، حتى اكتشاف رواسب القصدير في مكان آخر، وعلى الأخص إيبوه. يقع منبع نهر فيرق في نقطة الحدود الثلاثية بين فيرق كلنتن وتايلاند بالقرب من حديقة رويال بيلوم الحكومية في جبال تيتيوانجسا.